# جزيرة كامبينغ
جزيرة كامبينغ وهي جزيرة من جزر إندونيسيا، وتقع في إقليم جاوة الشرقية.